# Johannes Böttner
Johannes Böttner sau Boettner (1861 - 1919), a fost un horticultor și autor de lucrări despre horticultură din Frankfurt a.d. Oder.